# Замфирово
Замфирово (болг. Замфирово) — село в Болгарии. Находится в Монтанской области, входит в общину Берковица. Население составляет 1297 человек.
Ранее село Гушанцы. В 1947 году названо в честь Замфира Попова, партийного деятеля БКП.

## Политическая ситуация
В местном кметстве Замфирово, в состав которого входит Замфирово, должность кмета (старосты) исполняет Рангел Трифонов Ангелов (независимый) по результатам выборов.
Кмет (мэр) общины Берковица — Димитранка Замфирова Каменова (ГЕРБ) по результатам выборов 2011.